# Acueducto romano de Albarracín-Cella
El acueducto romano de Albarracín-Cella, también conocido como de Albarracín-Gea-Cella, se extiende a lo largo de tres términos municipales: Albarracín, Gea de Albarracín y Cella (comarca de la sierra de Albarracín, Provincia de Teruel, España).
Corresponde a una infraestructura hidráulica de época romana y tiene una longitud aproximada de 25 kilómetros, a través de los cuales se abastecía de agua del río Guadalaviar, a un núcleo de población que existió en el actual emplazamiento de Cella y que debió tener una cierta importancia industrial, pese a que desconocemos su nombre romano. Es sin duda una de las obras públicas hidráulicas más importantes del Aragón romano, junto con la presa de Muel y el acueducto de Los Bañales (Uncastillo).
En 2002 fue declarado Bien de Interés Cultural con categoría de Monumento.

## Investigaciones
Si atendemos a la época en la que se produjo la romanización de la península ibérica, se puede afirmar que el acueducto de Albarracín-Cella data del siglo I d. C.
Se tenía constancia de la existencia de esta obra hidráulica por referencias documentales y literarias, como aparecer en el Poema del mío Cid  como “Celfa, la del canal”, o las referencias que realizan de la obra autores como Ceán Bermúdez en su obra Sumario de las antigüedades romanas que hay en España, en especial las pertenecientes a las Bellas Artes (Madrid, 1832) que se editó póstumamente; o Federico Andrés en 1897.
De todos modos, la inexistencia de datos concluyentes que fijaran la cronología de la obra y la dificultad de su conocimiento, dieron lugar a una falta de atención por parte de los arqueólogos que estudiaban la provincia de Teruel.  De este modo nos encontramos con que el primer trabajo de importancia que se hace sobre esta obra hidráulica romana se retrasa hasta 1978, momento en el que se publicó un libro de Aguirre Lahuerta (El ángel de los Silaos, ISBN 9788440052711) sobre la historia de Cella, en el que en el prólogo de la segunda edición se hace mención del acueducto.
En 1981 Eustaquio Castellano Zapater incorpora el acueducto a la bibliografía científica en su  estudio “Un acueducto romano en la provincia de Teruel (Albarracín - Gea - Cella)”, publicado en Teruel, en la Revista del Instituto de Estudios Turolenses, ISSN 0210-3524, N.º 66, 1981, págs. 155-170. De esta forma, a partir de los años 80 se lleva a cabo un estudio más exhaustivo del acueducto, descubriéndose más tramos del mismo como el Barranco de los Burros, o la línea de putei, ambos  en la partida denominada Las Hoyas, en el término de Gea de Albarracín.  En el mismo año 1980, la entonces Directora del Museo de Teruel, Purificación Atrián dirige la campaña de excavaciones que se estaban realizando en la zona de la Cañada de Monteverde, en el término municipal de Gea de Albarracín, y en año siguiente, y hasta su fallecimiento en 1983, el profesor Martín Almagro Basch se une a las excavaciones realizando trabajos arqueológicos que permanecen inéditos.  La desaparición del profesor Almagro supuso la paralización de las excavaciones hasta el año 1997, momento en el que los arqueólogos Jaime Vicente y Beatriz Ezquerra, del Museo de Teruel, reinician el estudio, al tiempo que se procede a iniciar el proceso para la declaración del monumento como Bien de Interés Cultural en 2000. Mediante el Decreto 286/2002, de 3 de septiembre, el Gobierno de Aragón, declara Bien de Interés Cultural en la categoría de monumento con el nombre de Acueducto Romano de Albarracín-Gea de Albarracín-Cella (Teruel), publicado en el BOA 16/09/2002.
Los trabajos arqueológicos se han extendido en el tiempo, así, en 2004 se firma un Convenio de Colaboración entre el Gobierno de Aragón, la Diputación Provincial de Teruel, Ibercaja y los Ayuntamientos de Albarracín, Gea de Albarracín y Cella, para recuperar el acueducto; y del año 2006 al 2008 se llevó a cabo una nueva intervención arqueológica que descubrió e hizo accesibles varios tramos del acueducto, que se pueden visitar en la actualidad.

## Descripción
Los primeros estudios arqueológicos que se llevaron a cabo permitieron fijar la época de construcción del acueducto en el siglo I, y se llegó a la conclusión de que se dejó de utilizar en el siglo XII, al realizar un pozo artesiano y surtir una fuente permanente de agua en Cella.
Originariamente se componía de arquerías y canales abiertos, que se completaban con galerías subterráneas y pozos verticales. De fábrica de mampostería y argamasa, en la actualidad los restos existentes consisten en grandes arcadas y galerías excavadas en la roca y un gran número de pozos.
El acueducto se extiende entre Albarracín y Cella, pasando por Gea de Albarracín. El recorrido presenta una difícil orografía, que sigue parcialmente el recorrido del río Gualalaviar, por lo que tiene que sortear las estribaciones de la sierra de Albarracín, para lo que hacía preciso el uso de arcos, el aprovechamiento de las curvas de nivel, e incluso túneles en las rocas, para lograr alcanzar su fin, pese a que no se conservan los arcos, si es que en alguna ocasión tuvieron que emplearse.
A continuación, se indican los tramos visitables del Acueducto del que no se sabe a ciencia cierta el total de su trazado, ya que presenta una deficiente conservación, e incluso hay tramos totalmente desaparecidos.
1. Toma de agua
Si bien son varias las opciones que los investigadores han defendido, el punto de captación más factible se situaría en el azud de Albarracín, a unos 2 kilómetros arriba del Castillo de Santa Croche, en Albarracín (Teruel), a través de un dique, situándose el canal por la orilla izquierda del río.  Si bien Martín Almagro defendió en su momento un primer trazado por la margen derecha del río hasta el entorno de Santa Croche, los últimos estudios invalidan esta opción.
El trazado de este tramo, conocido como Azud del Albergue de Albarracín, corre en paralelo al cauce del Guadalaviar, introduciéndose en galerías que se excavaron en la roca —del total del trazado que tiene unos 25 kilómetros, alrededor de 9 kilómetros son de excavaciones en la roca en diferentes lugares— y utilizando al tiempo canales sin cobertura. También se pueden apreciar en los tramos las obras que se realizaban pozos para dar ventilación  e iluminación a las galerías, así como para entrada de los trabajadores o para el desescombro de residuos.  Estas galerías excavadas en la roca fueron utilizadas por pastores, agricultores y animales, tras su desuso como acueducto.
2. Galerías de Los Espejos y del túnel carretero

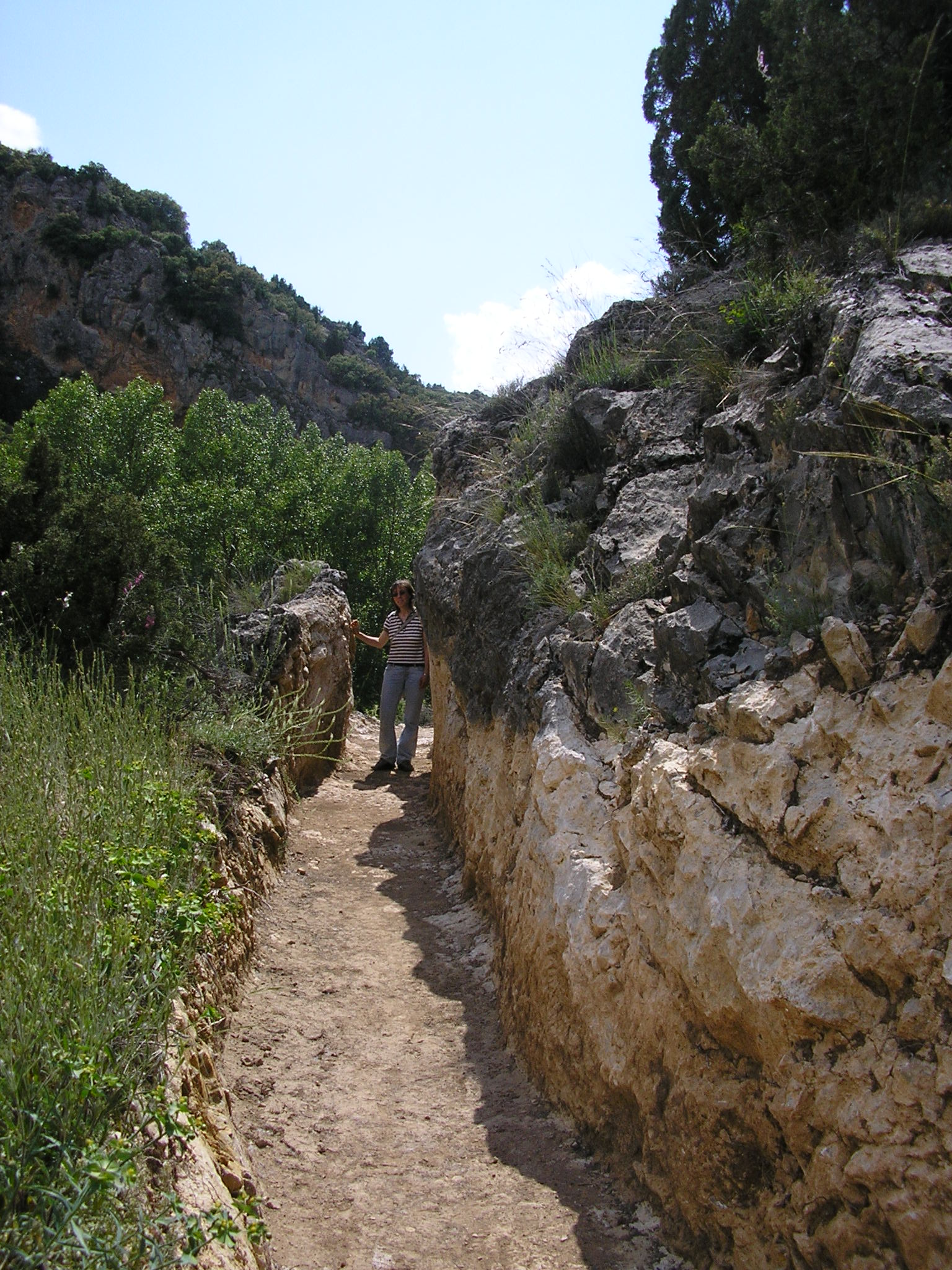

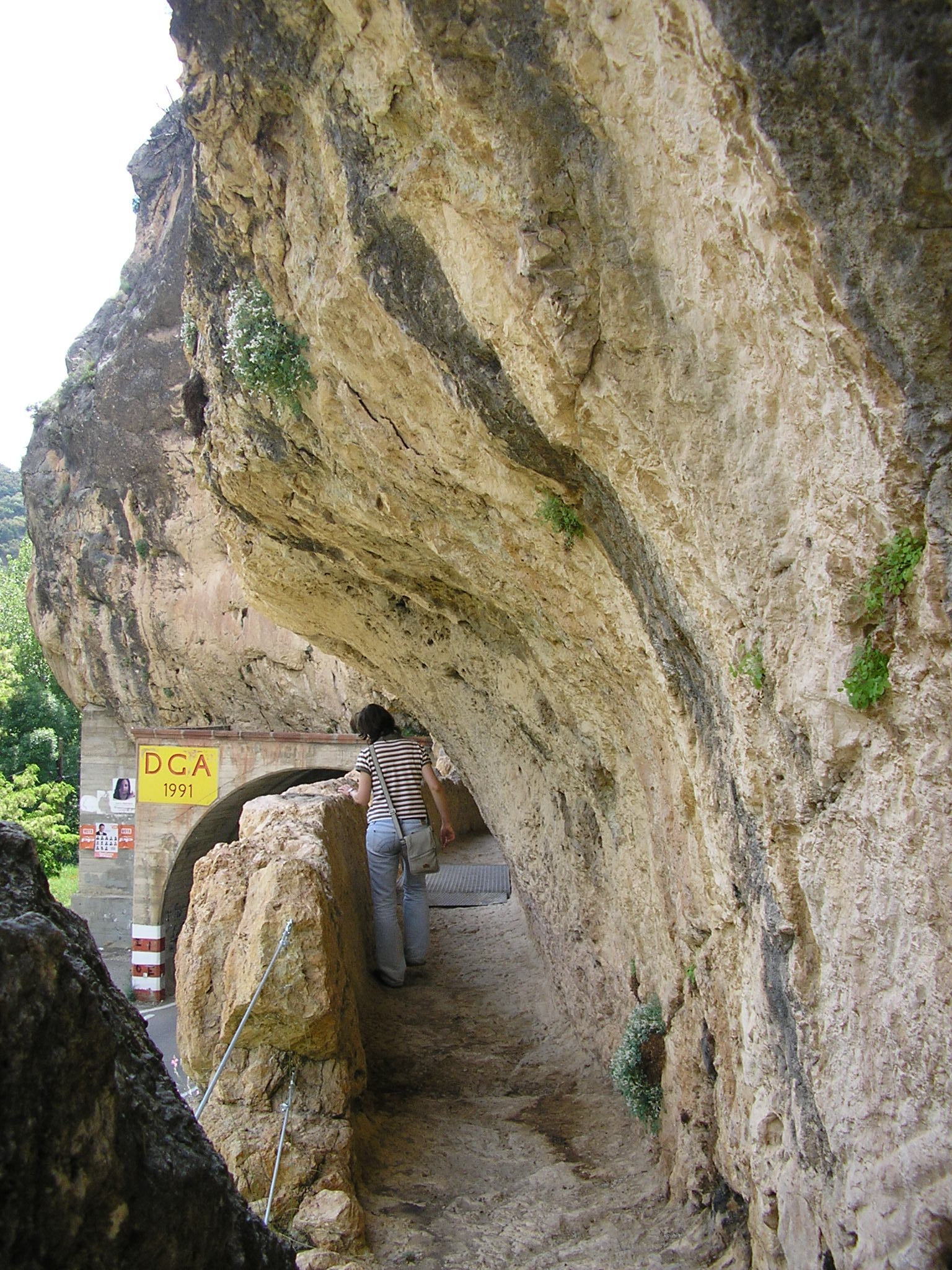

Constituiría técnicamente el primer tramo construido y conservado del acueducto. Discurre junto a la carretera y constituye la parte más conocida del mismo. Su recorrido alterna los tramos del canal al descubierto, con galerías excavadas en la roca, que presentan varios orificios laterales o pozos para la extracción de la tierra, aunque parte de estos fueron destruidos con la ampliación de la carretera a Albarracín, efectuada en los años 80. Las dimensiones de esta galería son considerables, con 2 metros de altura y una anchura que oscila entre 1 y 1,5 metros.  El límite probable de este tramo se encontraría en las ramblas del Barranco Serón, que impediría la continuación de la galería, forzando a bordear o a construir el canal de obra.
3. Galería encima del azud de Gea de Albarracín

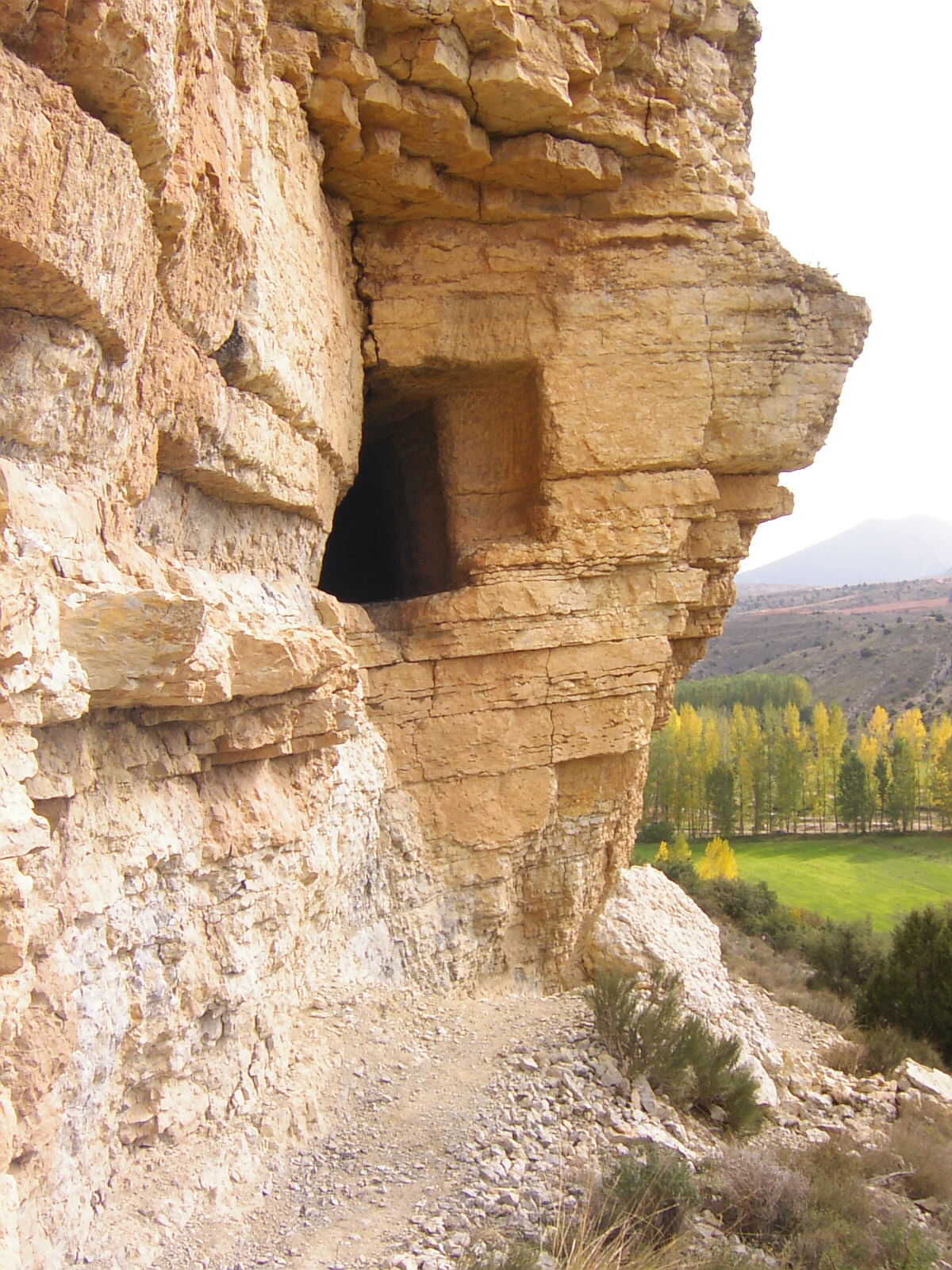

Se trata de un túnel de unos 300 metros de longitud, perfectamente conservado. Sus dimensiones máximas son de 2,25 metros de altura por 1,25 metros de anchura. Sus orificios laterales están separados entre sí por unos 11 metros. Al final del acantilado, coincidiendo con el límite entre los términos de Gea y Albarracín, desaparecen de nuevo los vestigios del acueducto, que posiblemente atravesaría la loma para desembocar en el llamado Barranco de los Burros.
4. Barranco de los Burros

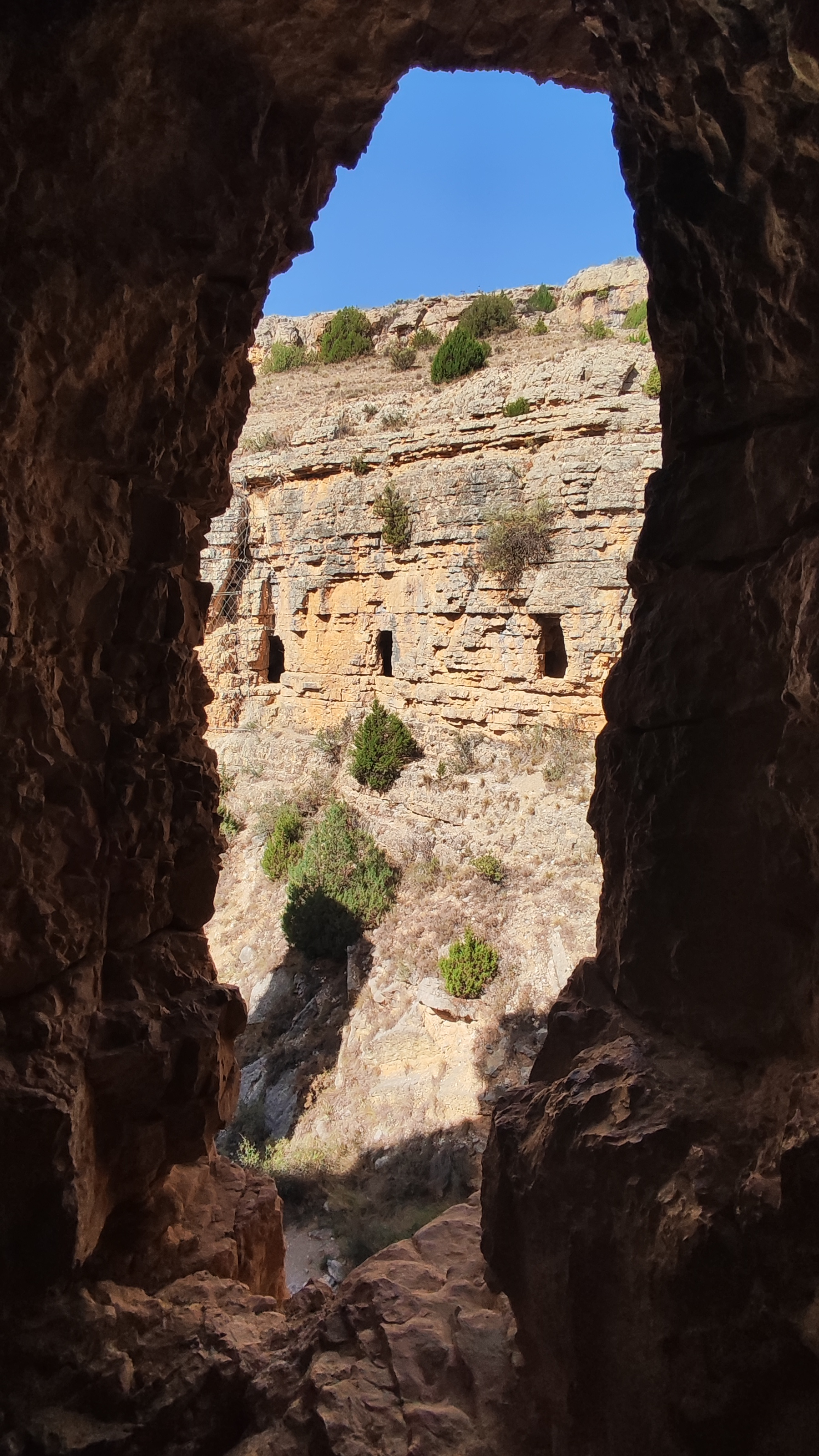
Desde dentro del acueducto en el Barranco de los Burros

El acueducto se localiza siguiendo el trazado de la rambla o "Barranco de los Burros", justo al terminar las últimas casas de la localidad de Gea, dirección Albarracín, presentando unas características constructivas similares al tramo anterior que rodea el barranco. La obra continúa a cielo abierto hasta adentrarse en las primeras casas de Gea, donde desaparece. Lo curioso del trazado es que en vez de utilizar arcos para salvar el barranco, los constructores mantuvieron la cota de nivel e inclinación y continuaron la curva del barranco excavando en la roca.
5. La Cañada de Monterde y Las Hoyas

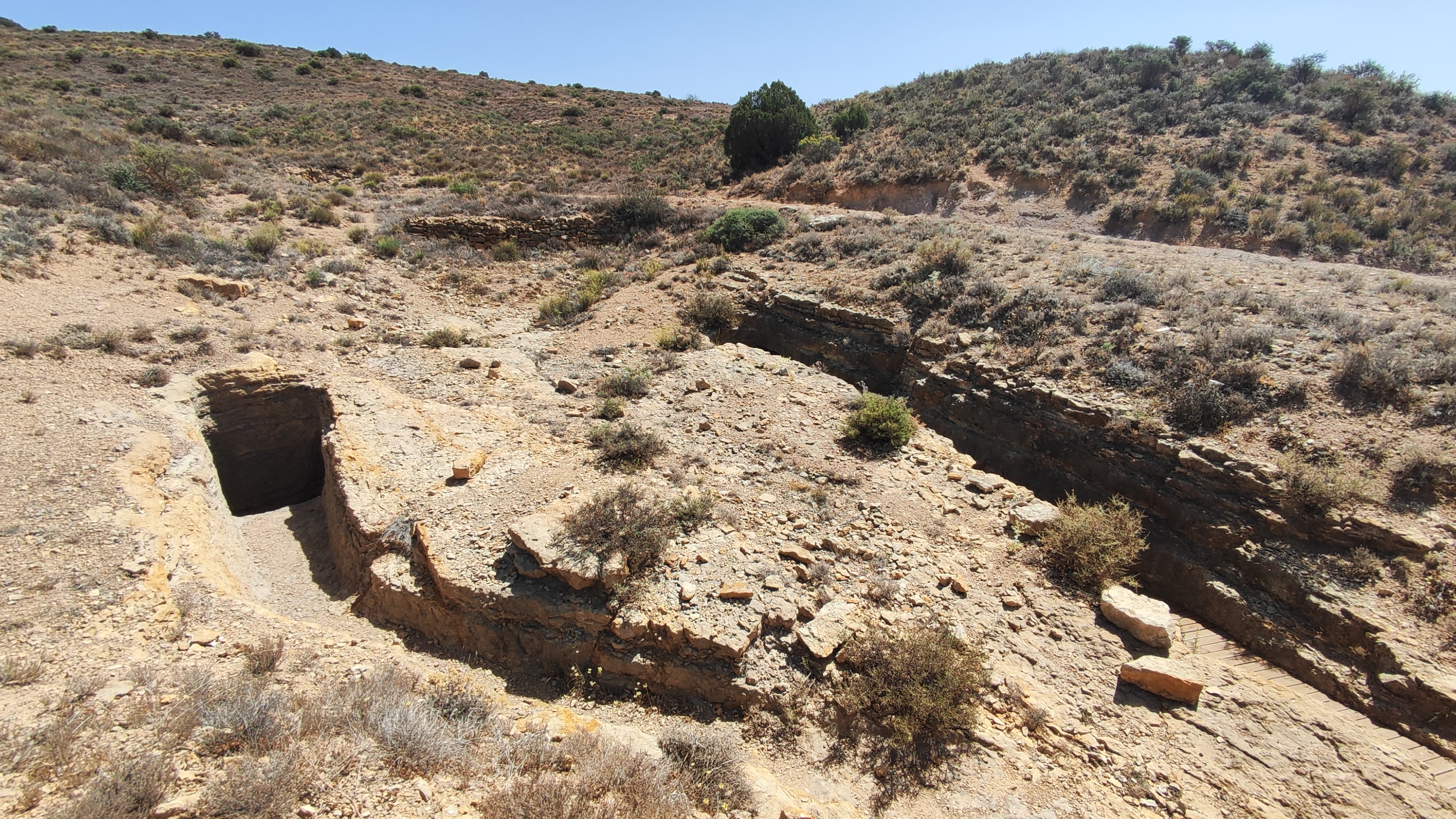

El acueducto, que es todavía subterráneo,  bordea probablemente las lomas ocupadas hoy por la actual población de Gea hasta penetrar en el barranco de gran anchura llamado «La Cañada», donde se identificaron zonas con restos del canal a cielo abierto, construido con mampuesto y argamasa de cal y cantos rodados muy finos. Su anchura aproximada es 80 cm. Siguiendo este tramo del canal construido se pudo localizar la boca del gran túnel excavado en la roca que abandona ya el cauce del río y toma dirección a Cella, atravesando una loma de unos 4 kilómetros.
El descubrimiento del interior del túnel de «Las Hoyas» permite explicar la presencia de unos grandes pozos excavados en lo alto de las lomas que separan Gea de Cella, conocidas en la zona con el significativo nombre de «Las Hoyas». Fueron identificados 13 pozos, con un separación bastante regular de 30 o 35 metros. Tiene forma cuadrangular o rectangular y dimensiones variables (de 8 a 40 metros cuadrados). Su perfecta alineación hace suponer que servirían como pozos de aireación a la vez que permitían la extracción de tierras procedentes de la excavación del acueducto.
Las Hoyas indican la dirección final del acueducto y su estudio permitirá resolver el trazado referente al desagüe del canal y su distribución en Los Llanos de Cella. 
6. La Tejería de Cella
A 4 km del pueblo de Cella se localizan dos pozos de aireación, similares a Las Hoyas del tramo anterior, que corresponden al sector final del gran túnel del acueducto, aunque la boca de salida no se ha logrado descubrir todavía.  El acueducto es a partir de aquí a cielo abierto siguiendo el barranco de Rubiol y el canal tiene unos muros hechos con mampuesto y argamasa.
7. Las Eras de Cella
El último tramo del acueducto, descubierto en gran parte, está formado por un canal en abierto excavado en la roca, con mayor pendiente, con una profundidad de un metro y una anchura de 0,60 metros.
8. Casco urbano de Cella
El final del acueducto debería estar en el castellum aquae, es decir, el depósito de distribución de agua por la ciudad, pero se desconoce su situación, pese a que se han encontrado los restos de una gran cisterna recubierta con mortero hidráulico de 15 x 13 x 2,3 metros y una capacidad de 487,5 m³ de agua cerca de la plaza Mayor.

## El centro de interpretación en Gea de Albarracín

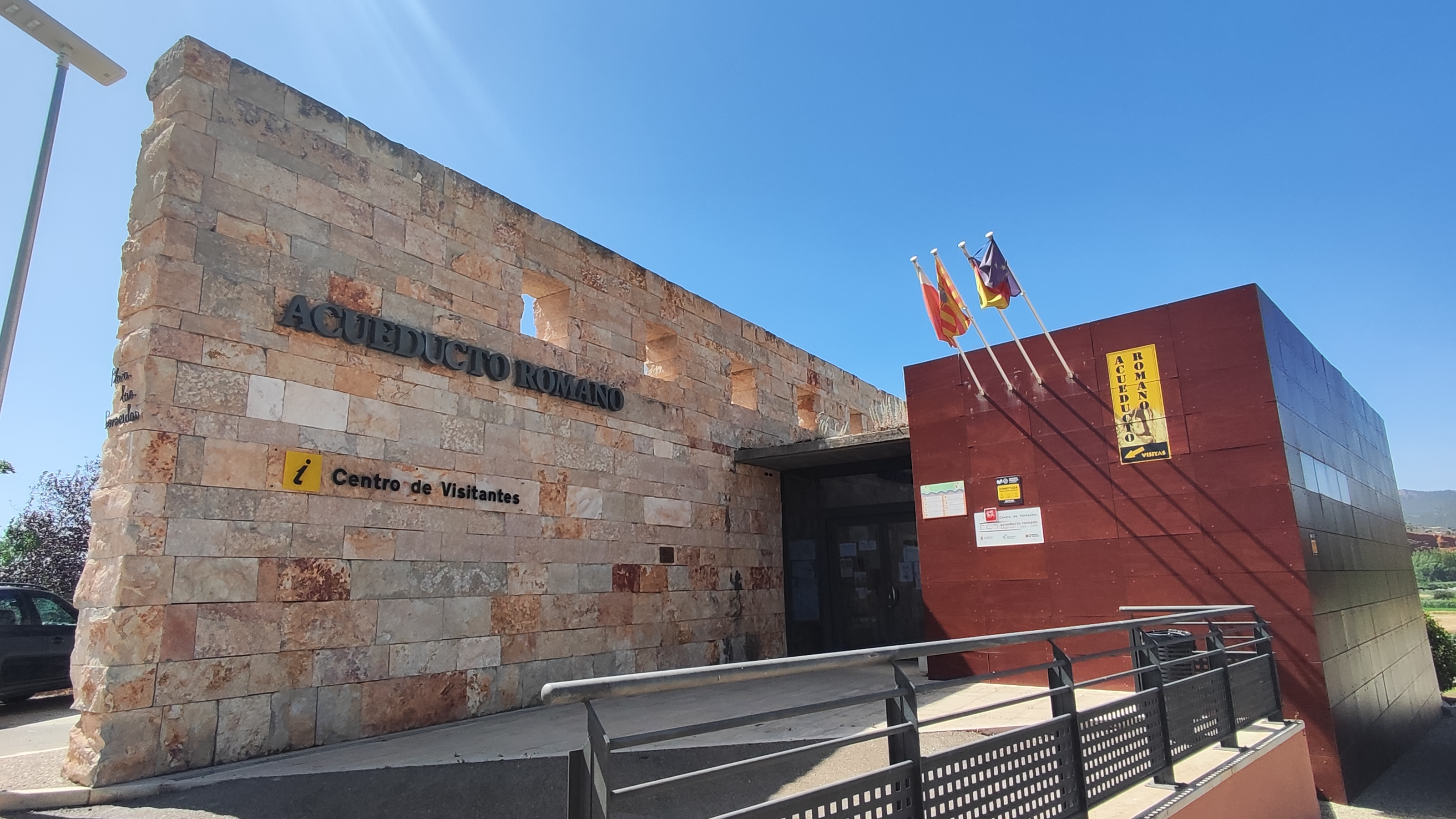
Centro de interpretación

Este acueducto romano cuenta con un centro de museográfico situado en la población de Gea de Albarracín, en cuyo término municipal se encuentran los tramos más espectaculares del monumento, denominado CIGea. Si bien formaba parte del proyecto de recuperación del acueducto, ejecutado entre 2006 y 2008, su construcción se retrasó hasta 2011. Está concebido como un amplio espacio didáctico, con audiovisual y montajes escénicos que permiten dar un discurso ameno y sencillo sobre el abastecimiento de agua en la Hispania romana. De este modo, el centro sirve como instrumento para la dinamización social del patrimonio, realizándose a lo largo del año visitas culturales por el acueducto. La gestión del C.I. y de las visitas al Acueducto es desarrollada desde 2012 por Acrótera Gestión del Patrimonio.
El CIGea ofrece desde 2015 los servicios de Oficina de Turismo de la comarca sierra de Albarracín, permaneciendo abierto todos los fines de semana entre abril y octubre.